# Brianna Kiesel
Brianna Kiesel est une basketteuse américaine née le 8 juillet 1993 à Utica (État de New York). 

## Formation universitaire
Durant sa première année NCAA (2011-2012), elle devient la première freshman de son université à entamer les 30 rencontres de la saison. Elle établit un nouveau record de lancers francs réussis (15) et devient la première freshman meilleure scoreuse de l'équipe depuis 2005. En sophomore, elle reste meilleure de Pitt aux points (14,9), aux passes décisives (3,0) et les minutes jouées (36,5). Elle est élue dans le troisième meilleur cinq de la Big East Conference. Elle est sixième à la réussite aux lancers francs et neuvième à la marque pour la conférence. En junior, elle mène son équipe dans plusieurs catégories statistiques points, passes décisives, minutes jouées et pourcentage aux lancers francs (meilleure de l'Atlantic Coast Conference) et interceptions. Elle réussit quatre double-double. Pour sa dernière année (2014-2015), où elle se montre pleinement mature,ses moyennes sont de 18,4 points, 5,0 rebonds et 4,5 passes décisives. Elle est élue dans le meilleur cinq défensif de l'ACC, mais elle inscrit aussi 20 oints ou plus dans 17 rencontres avec un record à 32 points pour son ultime rencontre pour les Panthers. Elle est élue dans le meilleur cinq de l'ACC.
Durant sa carrière à Pitt, elle entame les 122 rencontres qu'elle a disputées et inscrit 42 fois 20 points ou plus pour une moyenne globale de 15,9 points par rencontre. Son pourcentage aux lancers francs (79,5 %) est le troisième meilleur de l'histoire de son université; de même elle est cinquième aux points marqués (1 938) et aux passes décisives (433) et huitième aux interceptions (198). Elle est également la première à cumuler au moins 1 500 points, 500 rebonds et 400 passes décisives. Elle est la première des Panthers à mener son équipe à la marque et aux passes pendant quatre saisons consécutives.

## WNBA
Elle est, après Shavonte Zellous, la seconde joueuse de Pittsburgh sélectionnée à la draft WNBA
Second choix du Shock de Tulsa lors la draft, en treizième position, à sa grande surprise n'ayant eu aucun contact préalable avec la franchise. Elle joue quelques minutes dans les deux premiers matches de la saison WNBA 2015 puis voit son rôle grandir et doit intégrer le cinq de départ après la blessure d'Odyssey Sims et participe à une série de sept victoires de rang qui place le Shock dans les meilleurs bilans de la ligue. En juillet, seulement deux matches après le retour de Sims, c'est au tour de Skylar Diggins de se blesser, cette fois pour toute la saison, ce qui donne l'occasion à Brianna Kiesel de se mettre de nouveau en lumière avec notamment 16 points et 4 passes décisives en 33 minutes le 7 juillet lors de la victoire du Shock 85-75 face au Dream d'Atlanta. Lors de la dernière rencontre de la saison, sans enjeu, elle inscrit un nouveau record personnel en réussissant 28 points lors d'une victoire du Shock face au Mercury de Phoenix.

## À l'étranger
Elle signe son premier contrat à l'étranger avec le club israélien ASA Jerusalem, où elle rejoint ses compatriotes Asia Taylor et Jasmine Hassell.

## Vie privée
Très bonne basketteuse, elle excelle aussi dans ses études, étant élue All-Star académique de la Big East Conference en 2013. En 2014 et 2015, elle est de nouveau dans la meilleure équipe académique dans l'ACC. En 2015, Pitt lui décerne le Pitt’s Blue-Gold Award pour sa réussite académique et son leadership (2015). Elle réussit avec succès un double cursus.
Pendant l'été 2014, elle effectue un service civique au Vietnam dans un projet pour apprendre les mathématiques et le basket-ball à des enfants, engagement qu'elle a poursuivi à la Pittsburgh Kids Foundation de l’hôpital de Pittsburgh. Elle s'intéresse à la poésie et apprécie les œuvres de Maya Angelou et Edgar Allan Poe. 

## Distinctions personnelles
- Meilleur cinq de l'ACC (2015[3])
- Meilleur cinq défensif de l'ACC (2015[3])